# Казанлык (община)
Казанлык (болг. Община Казанлък) — община в Болгарии. Входит в состав Старозагорской области. Население составляет 89 197 человек (на 21.07.05 г.).

## История
3 ноября 1953 года в селе Николаево Казанлыкской околии был введён в эксплуатацию электрофарфоровый завод имени В. И. Ленина (построенный при помощи СССР).

## Состав общины
В состав общины входят следующие населённые пункты:
1. Бузовград
2. Голямо-Дряново
3. Горно-Изворово
4. Горно-Черковиште
5. Долно-Изворово
6. Дунавци
7. Енина
8. Казанлык
9. Копринка
10. Крын
11. Кынчево
12. Овоштник
13. Розово
14. Рыжена
15. Средногорово
16. Хаджидимитрово
17. Черганово
18. Шейново
19. Шипка
20. Ясеново